# Independence Airport, Belize
Independence Airport, (IATA: INB, ICAO: MZSV) även känd som Mango Creek Airport och Savannah Airport, är en flygplats i Belize. Den ligger i distriktet Stann Creek, i den södra delen av landet, 90 km söder om huvudstaden Belmopan. 